# Terra sigillata
Terra sigillata je izraz z vsaj tremi različnimi pomeni: kot opis srednjeveške zdravilne zemlje; v arheologiji kot splošen izraz za nekatero drobno rdečo starorimsko lončenino s sijajno površino, izdelano na določenih območjih Rimskega cesarstva; v zadnjem času pa kot opis sodobne studijske tehnike lončarstva, ki naj bi bila navdihnjena s starodavnim lončarstvom. Pomen terra sigillata je glina z majhnimi podobami / znaki (latinsko sigilla), ne pa glina s tesnjeno (neprepustno) površino. Arheološki izraz se uporablja za navadne lončke in tiste, ki so okrašeni z reliefnimi figurami.
Terra sigillata se kot arheološki izraz nanaša predvsem na posebno vrsto navadne in okrašene namizne posode, narejene v Italiji in Galiji (Francija in Porenje) v času Rimskega cesarstva. Te posode imajo sijajne površine od motnega sijaja do briljantnega sijaja, v značilnem barvnem razponu od bledo oranžne do svetlo rdeče; izdelovali so jih v standardnih oblikah in velikostih in v industrijskem obsegu ter jih veliko izvozili. Industrija sigillata je rasla na območjih, kjer je obstajala tradicija lončarstva in kjer so se glinena nahajališča izkazala za primerna. Izdelki italijanskih delavnic so znani tudi kot Aretinska posoda iz Arezza in so jih zbirali in občudovali že od renesanse. Izdelki, ki so jih izdelovali v galskih tovarnah arheologi pogosto označujejo kot samoška posoda. Tesno povezane lončarske izdelke, izdelane v severnoafriških in vzhodnih provincah Rimskega cesarstva, običajno ne imenujemo terra sigillata, temveč imajo bolj specifična imena, npr. afriška rdeča posoda. Vse te vrste lončenine so za arheologe pomembne: pogosto jih je mogoče natančno datirati, njihova distribucija pa osvetljuje vidike starodavne rimske ekonomije.
Sodobno Terra sig je treba jasno ločiti od tesnih reprodukcij rimskih izdelkov, ki so jih nekateri lončarji namerno ponaredili in uporabljali rimske metode . Končno, "terra sigillata" imenujejo studijski lončarji izdelke, ki so lahko narejeni iz večine gline, pomešane kot zelo tanek tekoč sloj in poravnan, da se ločijo samo najboljši delci, ki se uporabljajo kot terra sigillata. Pri nanašanju na površine iz nežgane gline lahko terra sig polirajo z mehko krpo ali čopičem, da dosežejo sijaj, ki sega od gladkega svilnatega do visokega sijaja. Površina starodavnih posod terra sigillata ni potrebovala tega žganja ali poliranja. Žganje je bila tehnika, ki so jo v rimskem obdobju uporabljali na nekaterih izdelkih, a terra sigillata ni bila ena izmed njih. Polirana površina se lahko obdrži le, če je žgana v mejah z nizkim ognjem in bo izgubila svoj sijaj, če je temperatura višja, vendar lahko kljub temu kaže privlačno svilnato kakovost.

## Zdravilna zemlja
Najstarejša uporaba izraza terra sigillata je bila za zdravilno glino z otoka Lemnos. Slednjo so poimenovali zapečateno, ker so bili njeni kolači stisnjeni in žigosani z glavo  Artemide. Kasneje je nosila pečat osmanskega sultana. Posebna vsebnost mineralov v tej zemlji je bila taka, da so jo v renesansi videli kot dokaz proti zastrupitvi in splošno zdravilo za kakršne koli telesne nečistoče in so jo zelo cenili kot zdravilo in zdravilno sestavino.
Leta 1580 je rudar po imenu Adreas Berthold prepotoval Nemčijo in prodajal šlezijsko terra sigillata, narejeno iz posebne gline, izkopane s hribov zunaj mesta Striga, danes Strzegom na Poljskem in jo predelal v majhne tablice. Reklamiral jo je kot panacejo, učinkovito proti vsaki vrsti strupa in več boleznim, vključno s kugo. Berthold je pozval oblasti, naj to tudi sami preizkusijo. V dveh primerih so zdravniki, knezi in voditelji mest izvedli preskuse, ki so vključevali pse, ki so bodisi dobili strup, ki mu je sledil protistrup ali samo strup; psi, ki so dobili protistrup, so živeli in psi, ki so dobili samo strup, so umrli. Leta 1581 je princ preizkusil protistrup na obsojenem kriminalcu, ki je preživel.
Leta 1588 je angleški etnograf in prevajalec Thomas Harriot zapisal v reviji Briefe in True Report of the New Found Land of Virginia, da so Algonkiji srednjeatlatske regije zdravili različne črevesne bolezni in rane z wapeih, nekakšno terra sigillato, ki so jo našli angleški kirurgi in zdravniki in je bila enako učinkovita kot sodobna evropska vrsta.

## Rimska rdeča sijajna lončenina
V arheološki rabi izraz terra sigillata brez nadaljnjih kvalifikacij običajno označuje arretinsko posodo Italije, izdelano v Arezzu in galsko samoško posodo, proizvedeno najprej v Južni Galiji, zlasti v La Graufesenque, blizu Millaua, pozneje pa v Lezouxu in na sosednjih najdiščih v bližini Clermont-Ferrand, na vzhodnih galskih območjih, kot so Trier, Sinzig in Rheinzabern. Te visokokakovostne namizne posode so bile še posebej priljubljene in razširjene v Zahodnem rimskem cesarstvu od približno 50 pr. n. št. do zgodnjega 3. stoletja našega štetja. Opredelitve 'TS' so iz najzgodnejših dni raziskav in še zdaleč niso dosledne; ena raziskava klasične umetnosti pravi:
Terra sigillata ... je latinski izraz, ki ga sodobni učenjaki uporabljajo za poimenovanje razreda okrašene rdeče sijajne lončenine .... niso bili okrašeni vsi izdelki rdečega sijaja, zato se včasih uporablja bolj vključujoč izraz Samoška posoda, ki označi vse različice.
- ker opredelitev Anthonyja Kinga po običajni praksi rimskih lončarskih strokovnjakov ne omenja okrasitve, vendar navaja, da je terra sigillata »alternativno znana kot samoška posoda«. Vendar pa se 'samoška posoda' običajno uporablja samo za označevanje podvrsti terra sigillata, ki so jo izdelovali v antični Galiji. V evropskih jezikih, ki niso angleščina, se za italijanski in galski jezik vedno uporablja italijanski jezik ali prevod (npr. terre sigillée). Nomenklaturo je treba določiti v zgodnji fazi raziskovanja neke teme, starinarji 18. in 19. stoletja pa so pogosto uporabljali izraze, ki jih danes ne bi izbrali, a če je njihov pomen jasen in uveljavljen, to ni pomembno in podrobno proučevanje zgodovine terminologije je resnično stransko vprašanje, ki je samo akademskega pomena.
Italijanska in galska TS posoda je bila izdelana v standardiziranih oblikah, ki so se ujemale z jedmi, sklede in servirne posode. Te so se skozi čas spreminjale in razvijale in so bile zelo hitro razvrščene; prva velika shema nemškega klasičnega arheologa Hansa Dragendorffa (1895) je še vedno v uporabi (npr. "Dr.29"). Bilo je še veliko drugih, na primer klasifikacija Déchelette, Knorr, Hermet , Walters, Curle, Loeschcke, Ritterling, Hermet in Ludowici, v novejšem času pa Conspectus arretinske in hayesove vrste afriških rdečih in vzhodnih sigillat. Ti sklici včasih omogočajo datacijo lomljenih okrašenih črepinj do 20 let ali manj.
Večina oblik, ki so bile z nizkim reliefom okrašene s figurami, je bila vržena v lončene kalupe, katerih notranje površine so bile okrašene z žigi ali luknjicami iz gline (po navadi imenovane poinçons) in nekaj prostoročnega dela s pisalom. Kalup je bil zato na notranji površini okrašen s polnim dekorativnim dizajnom vtisnjenih intaglio (votlih) motivov, ki bi se z nizkim reliefom pojavljali na kateri koli skledi, ki je v njem oblikovana. Ko se je posoda sušila, je bilo krčenja dovolj, da se je lahko umaknila iz kalupa, da bi lahko izvedli vsa zaključna dela, ki bi vključevala dodajanje obročkov za noge, oblikovanje in končno obdelavo platišč ter v vseh primerih nanos dekorativne gline. Tehniki barbotine in appliqué sta se včasih uporabljali za okrasitev posod zaprtih oblik. Preučevanje značilnih dekorativnih motivov, ki so ponekod združeni z okrasnimi znamkami delavnic, vdelanimi v okras, včasih pa tudi z navideznimi podpisi oblikovalcev, omogoča pridobitev zelo natančnega poznavanja industrije. Pozorno opazovanje oblike in tkanine je zato običajno dovolj, da arheolog, ki je do zdaj doživel preučevanje sigillata, prepozna črepinjo: lončarski žig ali oblikovan okras daje še natančnejše dokaze. Klasični vodnik Oswalda in Pryceja, objavljen leta 1920, navaja mnoga načela, vendar literatura o tej temi sega v 19. stoletje in je danes izjemno obsežna, vključno z veliko monografijami o določenih regijah, pa tudi poročila o izkopih na pomembnih najdiščih, ki so ustvarila pomembne sklope izdelkov sigillata in članki v znanstvenih revijah, od katerih so nekateri posvečeni študiju rimskega lončarstva.
Motivi in oblikovanja na reliefno okrašenih izdelkih kažejo splošne tradicije grško-rimske dekorativne umetnosti z upodobitvami božanstev, sklici na mite in legende ter priljubljenimi temami, kot so lov in erotični prizori. Posamezni tipi figur, kot so posode, so razvrščeni in v mnogih primerih so lahko povezane z določenimi lončarji ali delavnicami. Nekateri okraski se nanašajo na sodobni arhitekturni ornament, z jajčnimi in jezikovnimi (ovolo) ulitki, akantovimi in vinskimi listi in podobno. Medtem ko je dekoracija arretinskih posod pogosto zelo naralistična v slogu in je primerljiva s srebrno namizno posodo iz istega obdobja, so dizajni na galskih izdelkih, ki so jih naredili deželni obrtniki, ki so sprejemali klasične predmete, zanimivi za izraz 'romantizacije', fuzija klasične in domače kulturne in umetniške tradicije.
Številna proizvodna mesta v Galiji so bila temeljito izkopana in proučena. V mestu La Graufesenque v južni Galiji so že dolgo znani dokumentarni dokazi v obliki seznamov, ki so očitno narejeni z enojnimi peči, dajanje lončarskih imen in številnih loncev je že dolgo znano in nakazuje zelo veliko proizvodnjo 25.000–30.000 posod. Čeprav niso bile vse peči na tej ali drugih proizvodnih mestih tako velike, izkop grand four (velike peči) v La Graufesenque, ki je bila v uporabi v poznem 1. in začetku 2. stoletja, potrjujejo obseg industrije. Je pravokotna kamnita zgradba, ki meri 11,3 m x 6,8 m navzven, s prvotno višino, ocenjeno na 7 metrov. Z do devetimi nadstropji znotraj (razstavljenimi po vsakem kurjenju), sestavljenimi iz ploščic za tla in navpičnih stebrov v obliki glinenih cevi, ki so služile tudi za odvajanje toplote, je bilo ocenjeno, da je lahko proizvedla 30.000 –40 000 posod hkrati, pri temperaturi okoli 1000 ° C.
Delo iz leta 2005 je pokazalo, da je matrica dekorativne gline večinoma silicijev in aluminijev oksid, znotraj katerega so suspendirani submikroskopski kristali hematita in korunda. Sama matrika ne vsebuje nobenih kovinskih ionov, hematit je substituiran z aluminijem in titanom, korund pa je substituiran z železom. Dve kristalni populaciji sta homogeno razpršeni znotraj matrice. Barva hematita je odvisna od velikosti kristala. Veliki kristali tega minerala so črni, ko pa se velikost zmanjšuje na sub-mikrone, se barva preusmeri v rdečo. Frakcija aluminija ima podoben učinek. Prej je veljalo, da je razlika med 'rdečo' in 'črno' samoško nastala zaradi prisotnosti (črne) ali odsotnosti (rdeče) redukcijskih plinov iz peči in da je bila konstrukcija peči urejena tako, da je preprečevala zmanjšanje plinov iz goriva, ki prihajajo v stik z lončenino. Menili so, da se prisotnost železovih oksidov v glini / dekorativni glini odraža v barvi glede na oksidacijsko stanje železa (Fe [III] za rdečo in Fe [II] za črno, slednji nastajajo zaradi redukcijskih plinov, ki pridejo v stik z lončenino med žganjem). Zaradi nedavnega dela se zdi, da to ni tako in da je barva sijajne dekorativne gline dejansko posledica ne več kot kristalne velikosti mineralov, razpršenih znotraj matričnega stekla. 

### Predhodniki
Arretinska posoda je bila kljub zelo izrazitemu videzu sestavni del širše slike fine keramične namizne posode v grško-rimskem svetu helenističnega in zgodnjega rimskega obdobja. To sliko je treba videti sami v primerjavi z luksuznimi namiznimi posodami iz srebra. Stoletja pred izdelavo italijanske terra sigillata, atiške poslikane vaze in pozneje njihove regionalne različice, izdelane v Italiji, vključevale pripravo zelo fine glinene osnove, prekrite z dekorativno glino, ki je dala sijajno površino, ne da bi bilo treba polirati ali žgati. Grški poslikani izdelki so vključevali tudi natančno razumevanje in nadzor pogojev žganja, da bi dosegli kontraste črne in rdeče barve.
Svetleč črn lonec narejen v Etruriji in Kampaniji, je nadaljeval to tehnološko tradicijo, čeprav je naslikana dekoracija popustila enostavnejšim odtisnjenim motivom, ponekod pa uporabljenim motivom, oblikovanim v reliefni obliki. Tradicija okraševanja celih posod z nizkim reliefom se je dobro uveljavila tudi v Grčiji in Mali Aziji, ko se je sredi 1. stoletja pred našim štetjem arretinska industrija začela širiti, primeri pa so bili uvoženi v Italijo. Reliefno okrašene čaše, nekatere glazirane s svincem, so bile izdelane v več vzhodnih središčih in nedvomno igrajo vlogo v tehničnem in slogovnem razvoju okrašene Arretine, vendar so megarijske sklede, narejene predvsem v Grčiji in Mali Aziji, običajno najbolj neposreden navdih. To so majhne, polkrožne sklede brez obročev, njihova dekoracija pa pogosto spominja na sodobne srebrne sklede s formaliziranimi, sevajočimi vzorci listov in cvetov. Živahne in natančno oblikovane oblike ploskih posod in skodelic so bile tudi del naravnega razvoja okusa in mode v mediteranskem svetu 1. stoletja pred našim štetjem.

### Arretinska posoda
Arretinske posode so začeli izdelovati v kraju Arezzo in v bližini njega (Toskana) malo pred sredino 1. stoletja pred našim štetjem. Industrija se je hitro razširila v obdobju, ko se je rimski politični in vojaški vpliv širil daleč zunaj Italije: za prebivalce prvih provinc Rimskega cesarstva v času cesarja Avgusta (vladal. 27 pr. n. št. – 14. n. št.) je ta namizna posoda s svojimi natančnimi oblikami, sijočo površino bila njen vizualni uvod v klasično umetnost in mitologijo in se globoko vtisnila med nekatere prebivalce novih severnih provinc cesarstva. Zagotovo je poosebljala nekatere vidike rimskega okusa in tehničnega znanja. Lončarstvo na območjih, ki jih danes imenujemo severovzhodna Francija in Belgija, je hitro začelo kopirati oblike navadnih arretinskih posod in skodelic v izdelkih, ki so danes znani kot Gallo-Belgic in ni bilo dolgo, da so v Južni in Srednji Galiji lokalni lončarji začeli posnemati oblikovan okras in sijajno rdečo.
Najbolj prepoznavna okrašena oblika arretinske oblike je Dragendorff 11, velik, globok pehar na visokem podstavku, ki zelo spominja na nekaj srebrnih namiznih posod iz istega obdobja, na primer Warrenova čaša. Ikonografija se je po navadi ujemala s predmeti in slogi, ki jih vidimo na srebrni plošči in sicer mitoloških in žanrskih prizorov, vključno z erotičnimi predmeti, ter majhnimi okrasnimi detajli linij, listnatih venčkov in ovolo (jajčevnik), ki jih je mogoče primerjati z elementi avgustovega arhitekturnega ornamenta. Globoka oblika Dr.11 je omogočila, da so bili uporabljeni poincons (znamke), ki so naredili venec človeških in živalskih figur dokaj velik, pogosto približno 5-6 cm, modeliranje pa pogosto zelo uspešno, saj je privlačilo zanimanje sodobnih umetnostnih zgodovinarjev in tudi arheologov. Večje delavnice, kot so M.Perennius Tigranus, P. Cornelius in Cn. Ateius so žigosale svoje izdelke, imena lastnikov tovarn in delavcev v tovarnah, ki se pogosto pojavljajo na dodelanih skledah in navadnih izdelkih, pa so bili podrobno preučeni, kakor tudi oblike posod in podrobnosti o njihovem druženju in razširjanju.
Italijanska sigillata ni bila izdelana samo v Arezzu ali blizu njega: nekatera pomembna podjetja Arezzo so imela podružnice v Pisi, do začetka 1. stoletja našega štetja pa sta delavnici Ateius in Rasinius ustanovili podružnice v La Muette v bližini Lyona v Srednji Galiji. [24] Tudi klasični arretinski izdelki iz avgustovega obdobja niso bili edina oblika terra sigillata v Italiji: kasnejše industrije sigillata v Padski nižini in drugod so nadaljevale tradicijo. Zgodovina izdelave sigillata v Italiji je na kratko povzeta v Hayesu 1997, strani 41–52.

### Vzhodne sigillate
V vzhodnih provincah rimskega cesarstva je bilo od sredine 2. stoletja pred našim štetjem, še preden so se pojavile italijanske delavnice sigillata, več industrij, ki so izdelovale drobne rdeče namizne posode z gladkimi, sijajnimi površinami. Do 1. stoletja pred našim štetjem so se njihove oblike pogosto vzporedno nanašale na arretinske navadne posode. V Siriji so očitno obstajala proizvodna središča; v zahodni Turčiji, izvoženi prek Ephesosa; Pergamon; Çandarlı, v bližini Pergamana; na Cipru, vendar arheologi pogosto navajajo vzhodno sigillato A iz Severne Sirije, vzhodno sigillato B iz Trallesa v Mali Aziji, vzhodno sigillato C iz starodavne Pitane in vzhodno sigillato D (ali ciprsko sigillato) s Cipra. Medtem ko je znano, da vzhodna sigillata C prihaja iz Çandarlija (starodavne Pitane), so bile v širši regiji Pergamon verjetno še druge delavnice.

### Afriška rdeča posoda
Afriški rdeči izdelki so bili končni razvoj terra sigillata. Medtem ko so izdelki italijanske in galske industrije rdečega sijaja cveteli in jih izvažali iz svojih krajev proizvodnje največ stoletje ali dve, se je proizvodnja afriške posode nadaljevala več kot 500 let. Proizvodna središča so bila v rimskih provincah Afrike Proconsularis, Byzacena in Numidia; torej sodobna Tunizija in del vzhodne Alžirije. Od približno 4. stoletja našega štetja so bile v več drugih regijah, vključno z Malo Azijo, vzhodnim Sredozemljem in Egiptom, izdelane ustrezne kopije delavnic in oblik. V daljšem obdobju proizvodnje se je očitno veliko spremenilo in razvijalo tako oblike kot delavnice. Tako italijanske kot galske navadne oblike so vplivale na afriške v 1. in 2. stoletju (na primer Hayes Form 2, skodelica ali krožnik z izrezanim obodom, okrašen z listi barbotina, je neposredna kopija samoških oblik Dr.35 in 36, izdelanih v Južni in Srednji Galiji), a se je sčasoma razvil značilen repertoar afriške rdeče posode.

## Sodobno lončarstvo
V nasprotju z arheološko rabo, v kateri se izraz terra sigillata nanaša na celoten razred lončarstva, v sodobni keramični umetnosti 'terra sigillata' opisuje le vodno rafinirano dekorativno glino, ki se uporablja za lažjo žganje surovih glinenih površin za pospeševanje sijajnih površinskih učinkov v tehniki z nizkim ognjem, vključno s primitivnimi in neglaziranimi alternativnimi zahodnimi slogi žganja Raku (raku posoda- 楽焼, raku-yaki). Terra sigillata se uporablja tudi kot ščetkajoč dekorativni barvni medij v tehniki zastekljene keramike z višjimi temperaturami.
Leta 1906 je nemški lončar Karl Fischer ponovno izumil metodo izdelave terra sigillata rimske kakovosti in pridobil patentno zaščito za ta postopek v Kaiserliche Patentamt v Berlinu .

### Izdelava sodobne terra sigillata
Sodobna terra sigillata je narejena tako, da se delci gline ločijo na plasti po velikosti delcev. V vodno mešanico gline / vodne mešanice dekorativne gline se pogosto doda deflokulant, kot je natrijev silikat, da se olajša ločitev drobnih delcev ali agregatov. Za nemoteno odstranjevanje dekorativne gline v prosojni posodi so te plasti običajno vidne v 24 urah. Odstranjevanje zgornjih plasti, ki vsebujejo najmanjše delce gline, se ustvarja terra sigillata. Preostale večje plasti glinenih delcev se zavrže.
Terra sigillato običajno krtačimo ali razpršimo v tankih plasteh na suho ali skoraj suho nežgano posodo. Posodo nato žgemo z mehko krpo, preden se voda v terra sigillata vpije v porozno telo ali s trdim, mehkim predmetom. Žgana posoda je pogosto na nižji temperaturi od običajne temperature, približno 900 ° C. Višje temperature žganja po navadi odstranijo zgoreli učinek, ker se glineni delci začnejo prekristalizirati.

### Ponovna uporaba rimske lončenine
Od 18. stoletja so v morju v bližini zaliva Whitstable in Herne v zadostnem številu našli samoško posodo, da so jo lokalni ljudje uporabljali za kuhanje.